# Yacimiento de carbón Jōban
El yacimiento de carbón Jōban (常磐炭田), es una zona carbonífera que en la primera mitad del siglo XX, estuvo altamente productiva desde la ciudad de  Hitachi en la Prefectura de Ibaraki  hasta la población de Tomioka en la Prefectura de Fukushima. El área minera se encuentra cerca a las zonas costeras del Océano Pacífico, que se intercalan entre Kujigawa (久慈川) y Yonomori (夜の森).  

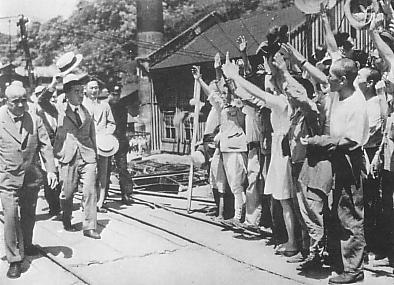
El Emperador Shōwa (Hirohito) de visita al yacimiento de carbón Jōban en 1947

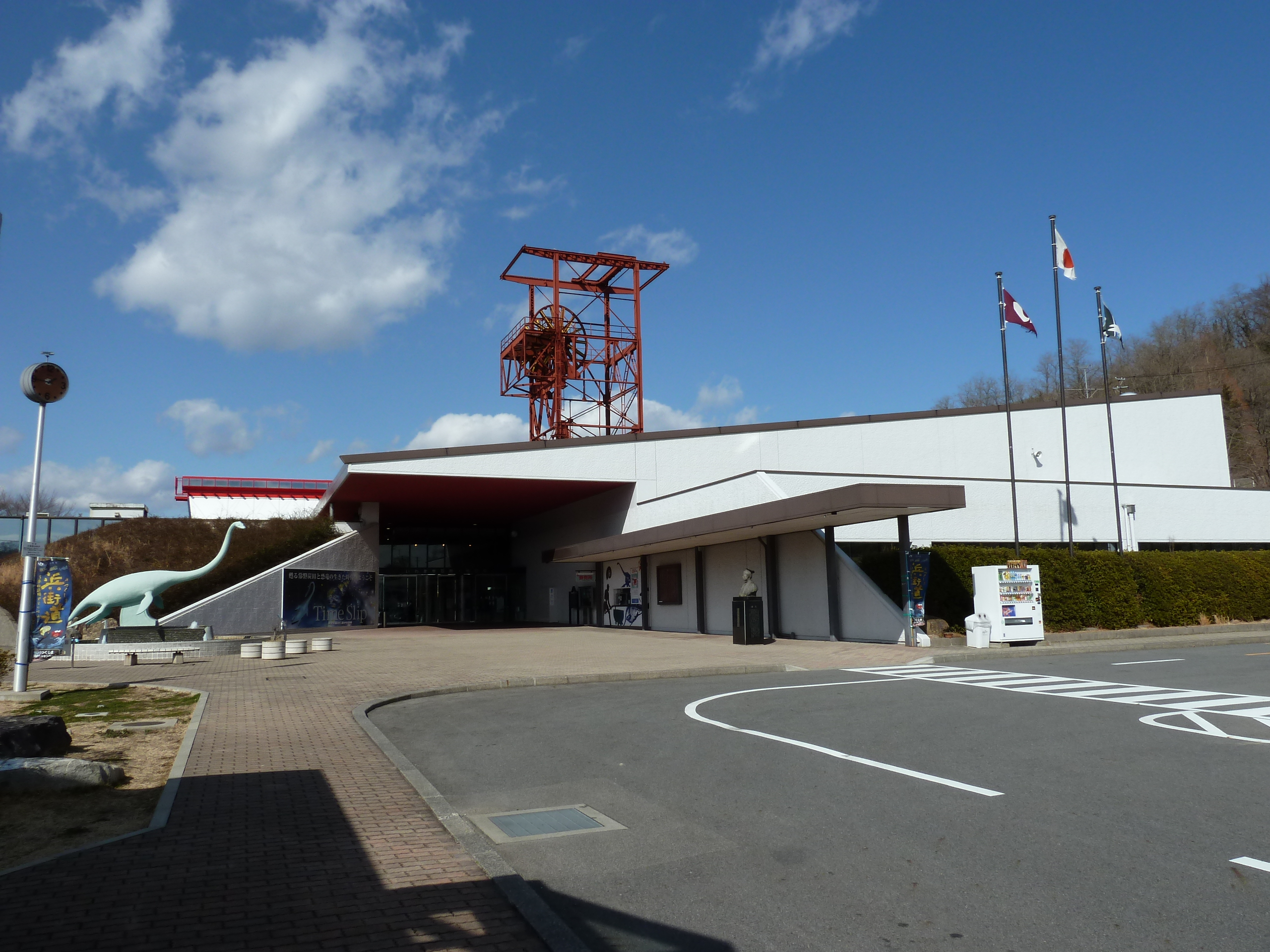
Coal and Fossil Museum en Iwaki

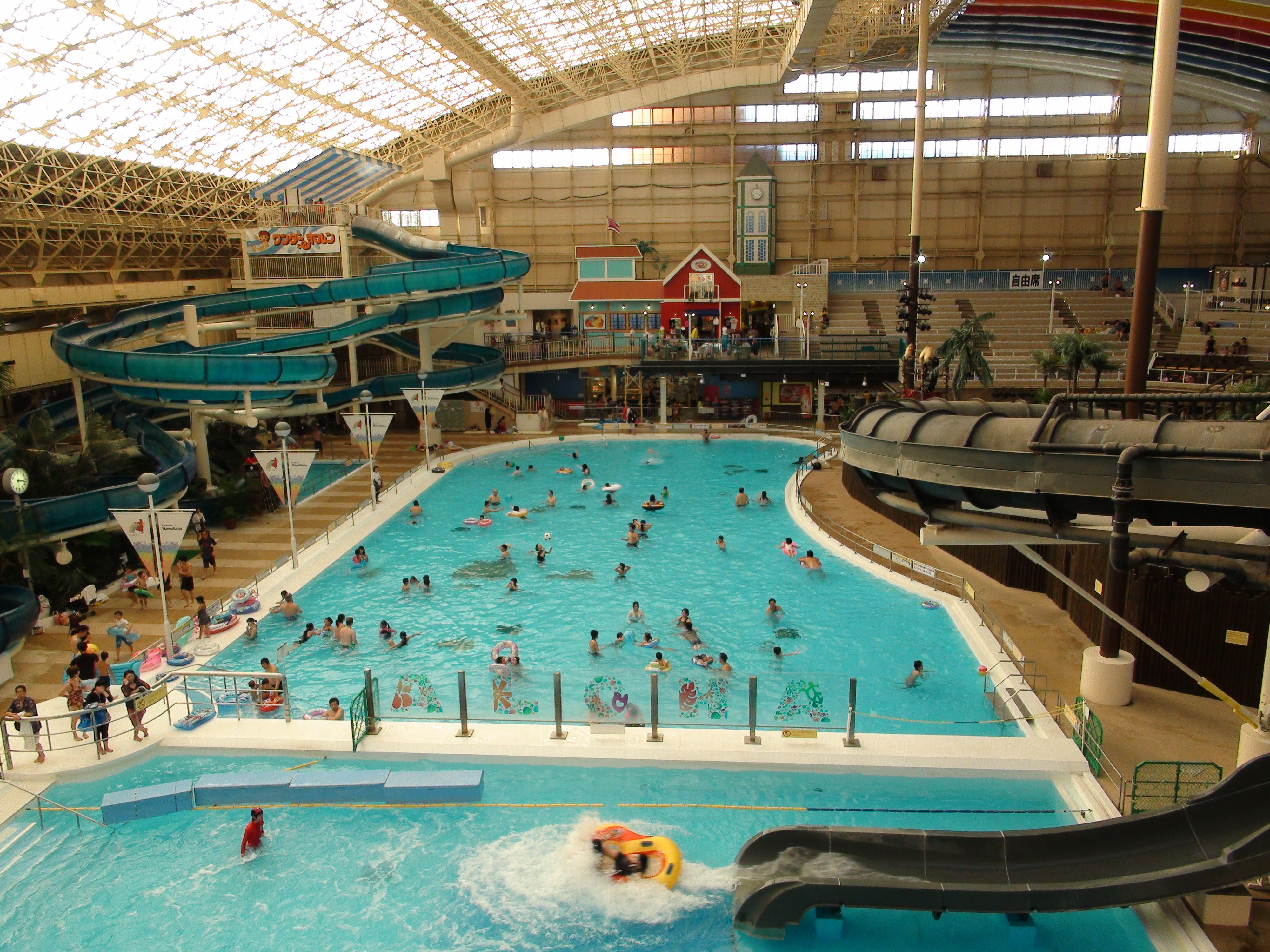
Spa Resort Hawaiians en Iwaki

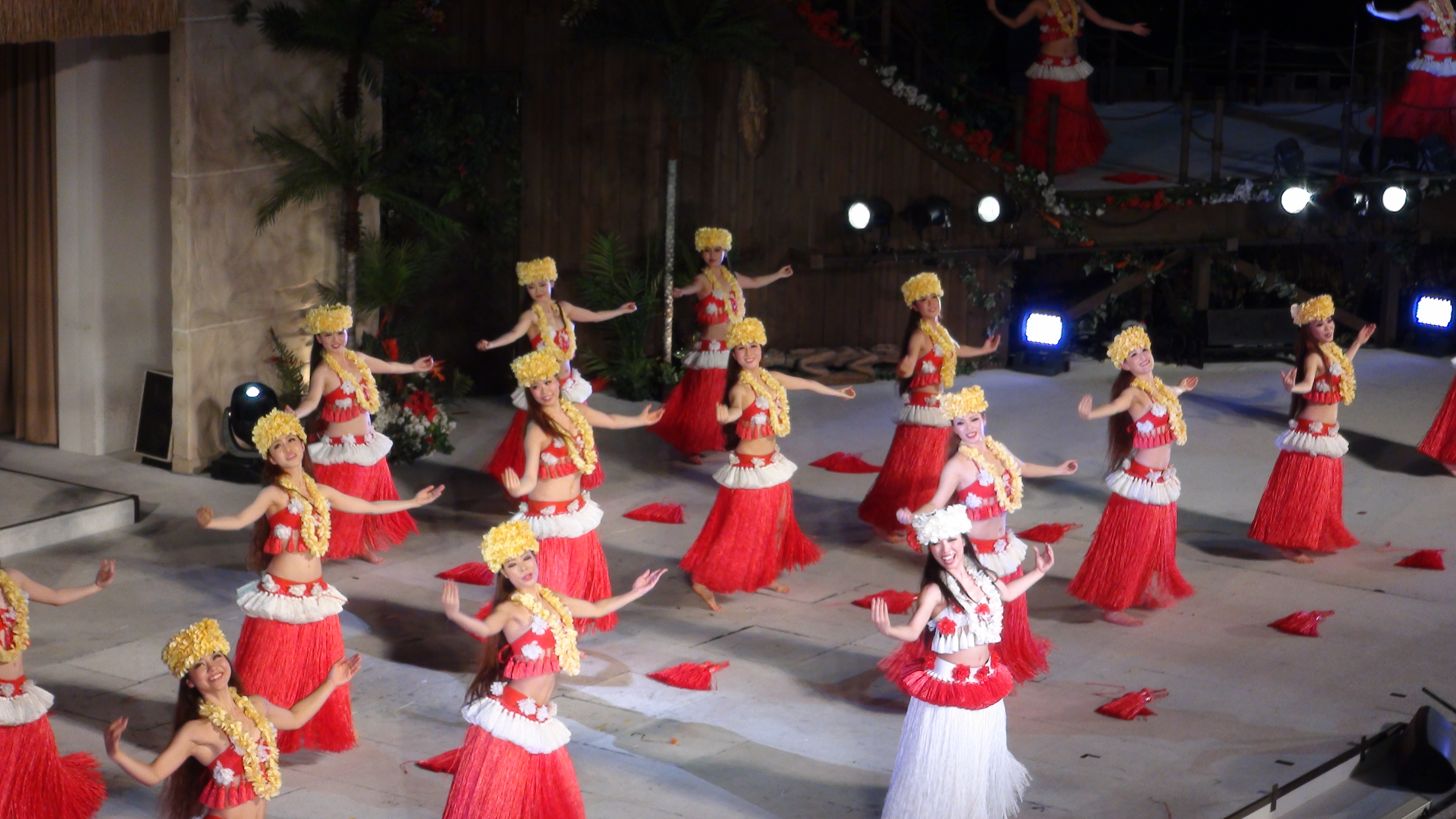
Danza Hula Girls en el Spa Resort Hawaiians

## Historia
Inmediatamente después de la Guerra Boshin, la minería de carbón en el campo Jōban se inició en las zonas cercanas a las faldas de las montañas Abukuma (阿武隈山地). Pero el carbón tenía un gran contenido de azufre y por lo tanto su precio no era alto por la baja pureza (carbón de baja calidad).
Pero, años más tarde se convirtió en un yacimiento de carbón a gran escala, dado que estaba ubicado cercano a la zona metropolitana de Tokio y además contaba con una mina de cobre en sus alrededores, en la ciudad de Hitachi; entonces fue desarrollada una zona industrial en esa área, por necesidades de aprovechamiento, especialmente por la expansión militar japonesa y la Segunda Guerra Mundial. 
En 1944 las minas Jōban se habían convertido en la zona carbonífera más grande de Japón.
Las minas Jōban continuaron produciendo en la década de 1950, pero como la economía de Japón pasó a ser impulsado por derivados del petróleo en la década de 1960, entonces los propietarios de la mina se dieron cuenta de que la vida útil de ella era limitada, dado que no era rentable y procedieron a su cierre y el personal fue reubicado en empresas, para absorber la mayor parte de los trabajadores de la industria del carbón, como Hitachi Ltd., que es una compañía importante en la zona.
El nombre Jōban [常磐 (じょうばん)] es una combinación de las iniciales (primer kanji) de las antiguas provincias de Hitachi [(常陸（ひたち)]  y de Iwaki [磐城（いわき)]
El tren  Jōban Line (常磐線 Jōban-sen) se hizo para el transporte de mercancías por parte del carbón y tiene como fecha de inicio de operaciones el año 1889.

## Situación actual de la cuenca minera Jōban
La firma propietaria, Jōban Kōsan Co. , Ltd., trató de sobrevivir mediante la conversión a un negocio de ingresos por turismo, y prolongar así la vida útil del lugar, de alguna manera, y así nació la idea de utilizar las aguas termales del yacimiento para abrir un resort y se seleccionó un tema hawaiano, abriendo el Jōban Hawaiian Center en el año 1966 en la ciudad de Iwaki.  En 1989, el centro recibió el “Premio Deming” (William Edwards Deming), convirtiéndose en la primera empresa de esparcimiento, en ganar este premio de control de calidad de Japón. En 1990, cambió su nombre a Spa Resort Hawaiians, para una mayor concentración en esta actividad, y actualmente es un resort, parque temático y posee una famosa danza, llamada Hula Girls.  Las mismas fuentes termales naturales que eran problemáticas para los mineros del carbón, fueron puestos a buen uso y para diversión.
La película japonesa de 2006, Hula Girls, se basó en la historia de la fundación de este resort.